# Der Dschungel bebt
Der Dschungel bebt (Originaltitel: The Jungle)  ist ein US-amerikanisch-indischer Abenteuerfilm aus dem Jahr 1952 von William Berke mit Rod Cameron, Cesar Romero und Marie Windsor in den Hauptrollen. Der Film wurde von Voltaire-Modern Theaters produziert und von Lippert Pictures in den Verleih gebracht.

## Handlung
Prinzessin Mari ist die Tochter eines Maharadschas, die für ihren erkrankten Vater, der in England behandelt wird, die Regierungsgeschäfte führt. Rama Singh, ihr Berater, schützt sie vor Gerüchten über Unruhen in ländlichen Regionen. Ein erfolgloses Attentat macht Mari klar, dass es Gegner der fortschrittlichen Regierung ihres Vaters gibt, die für Bildung, Frauenrechte und Industrialisierung einsteht. Im Palast beruft sie eine Versammlung ihrer Minister ein. Sie will die Politik ihres Vaters allen Gefahren zum Trotz weiterführen und verlangt zu wissen, was in den Dörfern vor sich geht. Der Premierminister erklärt, dass durch wildgewordene Elefanten mehrere Dörfer zerstört wurden. Er macht Rama Singh dafür verantwortlich, dass keine geeigneten Gegenmaßnahmen getroffen wurden.
In Maris Gemächern klärt Rama Singh die Prinzessin über seine Handlungen auf. Singh hat den amerikanischen Jäger Steve Bentley, einen alten Freund, beauftragt, die Elefanten zur Strecke zu bringen. Steve machte sich mit zehn erfahrenen Jägern auf und kehrte als einziger Überlebender mit einer unglaublichen Geschichte zurück. Mari lässt Steve in den Palast kommen, der ihr widerwillig berichtet, dass seine Kameraden von riesigen Mammuts getötet wurden. Diese Mammuts haben die hiesigen Elefanten in Panik gebracht, was zu den Zerstörungen führte. Da Mammuts schon seit Jahrtausenden ausgestorben sind, wird Steve nun als verrückter Feigling, der seine Männer im Stich gelassen hat, angesehen. Mari entlässt Steve und gibt Rama, dessen Bruder den panische Elefanten zum Opfer fiel, die Erlaubnis, weitere Untersuchungen durchzuführen.
Am Abend bemerkt Rama in einer Bar, wie sich eine Tänzerin Steve nähert und ein Messer zückt. Rama kann den Mordanschlag verhindern und Steve wundert sich, dass jemand sein Leben rettet. Als ein weiterer Angriff der Elefanten gemeldet wird, wollen Mari und Rama den Fall selber untersuchen. Steve bietet seine Hilfe an und erklärt, dass er mit seinen Handgranaten die Mammuts effektiv bekämpfen kann. Mari lässt ihn als Ramas Waffenträger mitkommen. Im zerstörten Dorf finden sie Nahrungsvorräte, womit klar ist, dass es den Tieren nicht um Futter ging. In der Nähe stachelt ein Gegner des Maharadschas die Überlebenden mit der Aussage an, die Elefanten seien von den Göttern geschickt worden, weil sie die fortschrittliche Politik hassen. Rama lässt den Aufwiegler festnehmen, danach setzt die Gruppe ihren Weg fort.
Als ein Leopard einen der Träger tötet und Rama das Raubtier mit seiner Waffe verfehlt, stellt sich Steve schützend vor Mari und tötet den Leoparden. Abends wird das Lager in der Nähe einer Zirkustruppe aufgeschlagen, die die Reisenden mit ihren Darbietungen unterhält. Als alle schlafen gegangen sind, lässt der Zirkusdirektor seinen dressierten Bären losbinden und in das Zelt von Maris Tante Sumira bringen, die schwer verletzt wird. Mari, Rama und Steve eilen, alarmiert durch Sumiras Schreie, zu Hilfe. Steve findet in ihrem Bett einen Skorpion, Rama zufolge die gefährlichste Art. Sumira wird zum Palast zurückgebracht, die Gruppe stößt auf ein Dorf von Jägern. Mari und Rama sprechen mit dem Anführer. Währenddessen scheucht Steve einen Rebellen auf, der auf der Lauer liegt. Kurz darauf wird das Lager nahe der Stelle aufgeschlagen, wo Steve die Mammuts gesehen haben will. Steve und Mari gehen schwimmen. Auf dem Rückweg werden sie Zeuge, wie ein Bär mit einem Leoparden kämpft. Die verängstigte Prinzessin sucht Schutz in den Armen von Steve. Später erzählt Mari Rama davon und ist überzeugt, dass das Gerede über Steves Feigheit grundlos ist. Rama bemerkt, dass sie ein Buch über Mammuts liest.
Am Morgen wird das Lager von einer Elefantenherde überrannt. Rama will ihnen nach, um sie zu töten, doch Steve hat erkannt, dass die Tiere auf der Flucht waren. Er will mit sechs Soldaten in die Berge, doch Rama besteht darauf, dass sie alle gehen. An der Brücke, an der Steves Kameraden starben, findet Rama die Leiche seines Bruders mit einer Schusswunde im Rücken. Rama glaubt, dass Steve der Mörder ist und greift ihn wutentbrannt mit einem Messer an. Bei ihrem Kampf überqueren sie die Brücke. Auf der anderen Seite kann Steve Rama entwaffnen. Er enthüllt ihm, dass sein in Panik geratener Bruder erschossen wurde, damit er die Mammuts nicht auf die Gruppe aufmerksam macht. In diesem Augenblick erscheinen die Mammuts, zur gleichen Zeit zerstört ein Rebell die Brücke. Rama tötet den Rebellen, während die Gruppe Schutz in den Hügeln sucht. Steve deckt mit seinen Handgranaten den Rückzug. Als ein neugieriger Affe eine der Handgranaten nimmt und vor Ramas Füße fallen lässt, wirft sich Steve auf die Granate und rettet so Rama das Leben. Die Explosionen der Granaten lösen einen Steinschlag aus, der die Mammuts tötet. Am Schluss halten Mari und Rama Steves Hand, bis er stirbt.

## Hintergrund
Gedreht wurde der Film von Anfang Februar bis Ende März 1952 im indischen Indien und im Palast des Maharadschas von Mysuru.
Regisseur und Produzent William Berke nahm im Frühjahr 1952 Kontakt mit dem tamilischen Filmregisseur und -produzenten T. R. Sundaram auf. Es wurde vereinbart, dass Berke das Drehbuch, den Chefkameramann und US-Darsteller für die tragenden Rollen bereitstellen würde. Dafür sollte der Film in indischen Studios gedreht werden, zudem wurden Nebenrollen, Filmteam und Einrichtungen von den indischen Produzenten gestellt. Berke sicherte auch den Vertrieb durch Lippert Pictures. Es wurden zwei indische Versionen gedreht, eine in Hindustani und eine in Tamil. Beide liefen doppelt so lang, wie die US-Version.

## Veröffentlichung
Die Premiere des Films fand am 1. August 1952 statt. In der Bundesrepublik Deutschland kam er am 30. November 1953 in die Kinos, in Österreich im Juni 1954.

## Kritiken
Das Lexikon des internationalen Films schrieb: „Sehr anspruchslose amerikanische Abenteuer im Atelierdschungel - für jugendliche Gemüter produziert.“
Der Kritiker des TV Guide sah herausragende Wildnisaufnahmen, denen ungeschickt gefertigte Szenen im Sepiaton gegenüberstehen, die mit Fell behangene Elefanten als Mammuts zeigen.